# Nachal Oz (vádí)
Nachal Oz (hebrejsky: נחל עוז) je vádí v severním Izraeli.
Začíná v nadmořské výšce přes 200 metrů v kopcovité krajině regionu Vádí Ara, jihozápadně od bývalé samostatné obce Zalafa, jež je v současnosti součástí města Ma'ale Iron. Směřuje pak k severovýchodu zalesněnou krajinou, protéká Zalafou, na západním okraji vesnice Giv'at Oz přijímá zprava vádí Nachal Susa. Nachází se tu i pramen Ejn Oz (עין עוז). Vstupuje pak do rovinatého a zemědělsky využívaného Jizre'elského údolí. Zleva do něj ústí vádí Nachal Ba'ana, zprava Nachal Rimonim. Ze severozápadu míjí zemědělské vesnice Mle'a a Nir Jafe a severně od nich, necelé 3 kilometry jihozápadně od města Afula, ústí zleva do řeky Kišon.